# João Duque
João Luís Correia Duque é professor catedrático.
Da família de Júlio Ernesto de Lima Duque e de Rafael da Silva Neves Duque, licenciou-se em Organização e Gestão de Empresas pelo ISEG, Universidade Técnica de Lisboa em 1984, obteve o grau de doutor em 1994 pela Manchester Business School com a tese "The Meaning of Implied Volatility in Pricing Stock Options Traded in Options Markets", e em 2009 tomou posse como Presidente do ISEG, sucedendo a António Mendonça, até 2012.
Para além das actividades académicas, João Duque também escreve a coluna Confusion de confusiones no Expresso, uma outra coluna para o Diário Económico, e foi um dos membros do painel permanente do programa Plano Inclinado no canal de televisão português SIC Notícias, canal onde permanece como comentador.

## Obras
- DUQUE, João e COELHO, José Dias, FREITAS, Mª Paula, Mercados Financeiros, Futuros e Opções, Futuros, Edições da Associação Portuguesa de Bancos - Instituto Superior de Gestão Bancária, 3ª edição, Outubro, 1997.